# Kimi no Shiranai Monogatari
"Kimi no Shiranai Monogatari" (君の知らない物語 n.đ. 'Câu chuyện mà cậu không biết') là một bài hát J-pop của ban nhạc Nhật Bản Supercell do Ryo sáng tác và là đĩa đơn đầu tay của nhóm. "Kimi no Shiranai Monogatari" được phát hành bởi Sony Music vào ngày 12 tháng 8 năm 2009. Bài hát là ca khúc kết thúc của bộ anime năm 2009 Bakemonogatari, trong khi bản thu mặt B "Love & Roll" được sử dụng làm ca khúc chủ đề của bộ phim anime điện ảnh Cencoroll công chiếu cùng năm. Một video âm nhạc cho "Kimi no Shiranai Monogatari" do Sasaki Hirohisa đạo diễn cũng đã được sản xuất. Về mặt ca từ, bài hát nói về một mối tình đơn phương.
Đĩa đơn này là bản phát hành đầu tiên của Supercell không sử dụng giọng hát tổng hợp Hatsune Miku của Vocaloid làm giọng ca chính, như họ đã làm với album đầu tay Supercell (2009). Thay vào đó, Supercell đã mời ca sĩ Yanagi Nagi, một giọng ca đã từng đăng các bản cover của nhiều bài hát lên website chia sẻ video Nico Nico Douga dưới tên Gazelle. Đĩa đơn đã đạt hạng 5 trên bảng xếp hạng đĩa đơn hàng tuần Oricon, và được chứng nhận Đĩa Vàng bởi Hiệp hội Công nghiệp Ghi âm Nhật Bản vào tháng 2 năm 2010 sau khi bán được hơn 100.000 bản trong vòng một năm.

## Bối cảnh
Trong quá trình sản xuất bộ anime năm 2009 Bakemonogatari, Supercell đã nhận được yêu cầu sáng tác một bài nhạc chủ đề cho tác phẩm, kết quả là "Kimi no Shiranai Monogatari" ra đời và được sử dụng làm ca khúc kết thúc. Trước đó vào tháng 3 năm 2009, Supercell đã hợp tác với Sony Music và phát hành album đầu tay Supercell, sử dụng giọng hát tổng hợp Hatsune Miku của Vocaloid làm giọng ca chính. Để thay cho Miku, Supercell đã mời ca sĩ Yanagi Nagi tham gia, cô từng đăng tải các bản cover của nhiều bài hát lên website chia sẻ video Nico Nico Douga dưới tên Gazelle. "Kimi no Shiranai Monogatari" là bản phát hành đầu tiên của Supercell không sử dụng Miku làm giọng ca chính. Chính tay Ryo đã chọn Yanagi để thực hiện "Kimi no Shiranai Monogatari", Ryo đã hâm mộ giọng ca của cô từ trước khi anh đăng tải những bài hát của mình lên Nico Nico Douga vào cuối năm 2007. Khoảng một ngày sau khi Ryo đăng tải bài hát đầu tiên của Supercell "Melt" lên Nico Nico Douga vào tháng 12 năm 2007, Yanagi đã tải lên một bản cover của tác phẩm do cô thể hiện. Yanagi, vốn cũng là một người hâm mộ âm nhạc của Ryo, đã liên hệ với anh và họ đã cùng nhau nói về dự định hợp tác trong tương lai.
Sau khi mời Yanagi làm ca sĩ cho "Kimi no Shiranai Monogatari", Supercell quyết định Yanagi sẽ là ca sĩ cho album thứ hai của nhóm Today Is A Beautiful Day (2011), mặc dù Yanagi không phải là thành viên chính thức của Supercell. Khi chuyển sang ca sĩ thật, Ryo cho biết "mặc dù anh mất đi sự kiểm soát tuyệt đối với tông giọng của các tiết nhạc, làm việc với một ca sĩ thực thụ mang lại yếu tố con người mà sẽ tạo sự đồng cảm tốt hơn với người nghe". Sau khi Ryo sử dụng Hatsune Miku cho bản demo của "Kimi no Shiranai Monogatari", anh nghĩ rằng âm vực của bài hát sẽ làm mệt mỏi bất cứ người ca sĩ nào, nhưng rất mừng khi thấy Yanagi sở hữu âm vực rộng như Miku. Sau khi nghe Yanagi thể hiện bài hát, Ryo nhận ra phải khó thế nào để hát bài này, nhưng anh chủ ý không thay đổi bài hát trong quá trình sáng tạo để dễ dàng hơn cho chất giọng của Yanagi.

## Thành phần
"Kimi no Shiranai Monogatari" là một bài hát J-pop có phần khí nhạc được tạo thành từ sự kết hợp giữa guitar điện, guitar bass, trống và dương cầm. Theo một cuốn sách thông tin tổng phổ do Yamaha Corporation xuất bản, "Kimi no Shiranai Monogatari" được viết ở nhịp 4/4, với nhịp độ nhanh 165 nhịp mỗi phút trên điệu La trưởng xuyên suốt bài hát. Bài hát mở đầu bằng tiếng dương cầm đệm cho giọng hát của Yanagi, theo sau là một khúc chuyển bằng guitar và trống trước khi đến với phân đoạn thứ nhất. Phân khúc thứ nhất và thứ hai được kết nối bằng một khúc chuyển khác; cả hai phân khúc dùng chung nền nhạc và chỉ khác biệt ở ca từ. Sau phân khúc thứ ba, một khúc chuyển lại sử dụng trước khi đến với phân khúc thứ bốn. Sau phần kết ngắn, một đoạn đuôi không lời được sử dụng để kết thúc bài hát. Khi sáng tác phần ca từ, Ryo không muốn sao chép âm điệu hay sắc thái của các tiểu thuyết Bakemonogatari gốc vì anh cảm thấy tác giả Nisio Isin sẽ thích một bài hát nguyên bản hơn. Vì vậy, Ryo đã mượn bối cảnh chung của tiểu thuyết và sáng tạo một câu chuyện khác dựa trên đó. Ca từ bài hát kể về một cô gái với tình cảm đơn phương, không bao giờ có thể thổ lộ cảm xúc trong lòng với người mình yêu.
Ảnh bìa của tác phẩm do Miwa Shirow minh hoạ có nền là Tam Giác Mùa Hè được vẽ trên bầu trời đầy sao. Tam Giác Mùa Hè được nhắc đến trong phân khúc thứ hai của bài hát trong khi việc ngắm sao xuất hiện xuyên suốt phần lời. Usa Yoshiki đảm nhận công việc thiết kế và chỉ đạo nghệ thuật. Trước khi thiết kế ảnh bìa, Ryo đã cho Miwa và Usa nghe thử bài hát và trao đổi với họ một số thông tin về hình tượng của nhạc phẩm, nhưng cho họ toàn quyền thiết kế sau đó.

## Phát hành và đón nhận
"Kimi no Shiranai Monogatari" được phát hành ở hai phiên bản giới hạn và thường bằng định dạng CD vào ngày 12 tháng 8 năm 2009 tại Nhật Bản bởi Sony Music. Bản giới hạn đi kèm với DVD chứa video âm nhạc và phim quảng cáo cho "Kimi no Shiranai Monogatari", cũng như các nhãn dán hình nhân vật trong Bakemonogatari do Redjuice từ Supercell minh hoạ. Bài hát đạt vị trí thứ 5 trên bảng xếp hạng đĩa đơn hàng tuần Oricon của Nhật Bản, bán được hơn 30.000 bản trong tuần đầu tiên ra mắt. Bài hát giữ vị trí top 10 trong tuần tiếp theo, có lúc vươn lên vị trí cao nhất là hạng 6, và được liệt kê trên bảng xếp hạng trong 66 tuần. Trên Billboard Japan Hot 100, "Kimi no Shiranai Monogatari" được xếp hạng cao nhất ở vị trí thứ 9. Vào tháng 1 năm 2010, "Kimi no Shiranai Monogatari" được chứng nhận nhạc số vàng bởi Hiệp hội Công nghiệp Ghi âm Nhật Bản (RIAJ) sau khi đạt 100.000 lượt tải nhạc chuông trên điện thoại di động (Chaku Uta Full), và được trao Đĩa Vàng vào tháng 2 năm 2010 bởi RIAJ vì đã bán được hơn 100.000 bản trong một năm.

## Video âm nhạc

Kitade, Tanabe và Fukunaga (theo thứ tự) cùng ngắm nhìn Tam Giác Mùa Hè với ngọn hải đăng Inubōsaki ở phía sau trong video âm nhạc.

Video âm nhạc cho "Kimi no Shiranai Monogatari" được quay ở Chōshi, Chiba, Nhật Bản. Ga Tokawa nằm trên Tuyến đường sắt điện Chōshi cùng ngọn hải đăng Inubōsaki có thể được nhìn thấy trong video. Đoạn video được Sasaki Hirohisa đạo diễn và không có sự góp mặt của các thành viên Supercell hay ca sĩ Yanagi Nagi.  Thay vào đó, nội dung chủ yếu theo chân các diễn viên Fukunaga Marika, Tanabe Shuto và Kitade Naho, họ cùng năm người khác vào vai thành viên của câu lạc bộ thiên văn học tại một trường cấp ba. Fukunaga, Tanabe và Kitade vướng vào một mối tình tay ba trong đó Fukunaga ban đầu dành tình cảm cho Tanabe, người đang theo đuổi mối quan hệ với Kitade. Thời gian thấm thoắt thoi đưa, qua kỳ nghỉ hè và cuối cùng cũng đến lễ tốt nghiệp. Như một món quà chia tay, Tanabe đưa Fukunaga một que kem trên đó có viết địa chỉ nơi anh sẽ chuyển đến ở Tokyo, và anh từ biệt Kitade tại nhà ga, ngụ ý rằng anh đã chấm dứt mối quan hệ với Kitade để có thể bắt đầu lại với Fukunaga. Ngày tháng tiếp tục qua đi, một hôm, Fukunaga ném que kem xuống đại dương sau khi được gợi nhớ về khoảng thời gian mà cô đã dành với Tanabe. Cảnh kết thúc là một đoạn hồi tưởng cho thấy Fukunaga, Tanabe và Kitade đang vui vẻ ngắm nhìn Tam Giác Mùa Hè ở ngọn hải đăng Inubōsaki. Tam Giác Mùa Hè xuất hiện hai lần trong video, ám chỉ đến đoạn đầu trong phân khúc thứ hai của bài hát.

## Danh sách ca khúc
Tất cả các ca khúc được viết bởi Ryo.
| STT | Nhan đề                                                                        | Thời lượng |
| --- | ------------------------------------------------------------------------------ | ---------- |
| 1.  | "Kimi no Shiranai Monogatari" (君の知らない物語)                               | 5:40       |
| 2.  | "Love & Roll"                                                                  | 4:53       |
| 3.  | "Theme of 'Cencoroll'"                                                         | 1:24       |
| 4.  | "Kimi no Shiranai Monogatari (TV Edit)" (君の知らない物語 -TV Edit-)           | 1:29       |
| 5.  | "Kimi no Shiranai Monogatari (Instrumental)" (君の知らない物語 -Instrumental-) | 5:40       |

## Đội ngũ sản xuất
| Supercell - Ryo – sáng tác - Usa Yoshiki – thiết kế và chỉ đạo nghệ thuật - Miwa Shirow – minh hoạ - Redjuice – minh hoạ Nhạc sĩ ngoài - Yanagi Nagi – hát chính - Nishikawa Susumu – guitar - Okoshi Okiya – guitar - Yamaguchi Hiroo – bass - Takama Yuichi – bass - Tamada Tom – trống - Watanabe Shunsuke – piano | Sản xuất - Muramatsu Shunsuke – giám đốc sản xuất - Tamura Yu – giám đốc sản xuất - Makino "Q" Eiji – trộn âm - Morimoto Koji – mixer - Chinone Yuji – hoàn chỉnh âm thanh - Hatta Masami – điều phối sản phẩm - Maruyama Eiichi – đạo diễn - Fukuyama Taishi – chỉ dẫn giọng hát - Yanagi Madoka – A&R |

## Bảng xếp hạng
| Xếp hạng hằng tuần (2009)                  | Vị trí cao nhất |
| ------------------------------------------ | --------------- |
| Billboard Japan Hot 100                    | 9               |
| Bảng xếp hạng đĩa đơn hằng tuần của Oricon | 5               |

| Xếp hạng hằng năm (2017)  | Vị trí cao nhất |
| ------------------------- | --------------- |
| Billboard Japan Streaming | 78              |